# Страна пожаров (телесериал)
«Страна пожаров» (англ. Fire Country) — американская процедурная драма, рассказывающая о работе пожарных в Северной Калифорнии. Премьера сериала состоялась на американском телеканале CBS 7 октября 2022 года.
Премьера второго сезона телесериала состоялась 16 февраля 2024 года.

## Сюжет
Боде Донован, отбывающий пятилетний срок, присоединяется к инициативе по тушению пожаров, чтобы сократить срок своего заключения. Он и другие заключенные работают с командой профессиональных пожарных и часто попадают в серьёзные неприятности. Работать приходится в разных локациях, а тушение пожаров оказывается искуплением Боде за прошлые грехи.

## В ролях

### Основной состав
- Макс Тириот — Боде Донован
- Билли Берк — Винс Леон
- Джордан Кэллоуэй — Джейк Крофорд
- Кевин Алехандро — Мэнни Перес
- Стефани Арсила — Габриэла Перес
- Дайан Фарр— Шэрон Леон
- Жюль Латимер — Ив Эдвардс

## Обзор сезонов
| Сезон | Сезон | Эпизоды | Дата показа     | Дата показа    | Рейтинг Нильсона | Рейтинг Нильсона       |
| Сезон | Сезон | Эпизоды | Премьера        | Финал          | Ранк             | Зрители США (миллионы) |
| ----- | ----- | ------- | --------------- | -------------- | ---------------- | ---------------------- |
|       | 1     | 22      | 7 октября 2022  | 19 мая 2023    | 12               | 8.36                   |
|       | 2     | 10      | 16 февраля 2024 | 17 мая 2024    | TBA              | TBA                    |
|       | 3     | 20      | 18 октября 2024 | 25 апреля 2025 | TBA              | TBA                    |

## Список эпизодов

### Сезон 1 (2022—2023)
| № общий | № в сезоне | Название                                                      | Режиссёр   | Автор сценария | Дата премьеры   | Зрители в США (млн) |
| ------- | ---------- | ------------------------------------------------------------- | ---------- | -------------- | --------------- | ------------------- |
| 1       | 1          | «Пилот» «Pilot»                                               | Неизвестно | Неизвестно     | 7 октября 2022  | 5.91                |
| 2       | 2          | «Свежий принц Эджуотера» «The Fresh Prince of Edgewater»      | Неизвестно | Неизвестно     | 14 октября 2022 | 5.80                |
| 3       | 3          | «Где дым...» «Where There's Smoke...»                         | Неизвестно | Неизвестно     | 21 октября 2022 | 5.26                |
| 4       | 4          | «Работай, не волнуйся» «Work, Don't Worry»                    | Неизвестно | Неизвестно     | 28 октября 2022 | 5.30                |
| 5       | 5          | «Получите немного, будьте в безопасности» «Get Some, Be Safe» | Неизвестно | Неизвестно     | 4 ноября 2022   | 5.53                |
| 6       | 6          | «Как в старые времена» «Like Old Times»                       | Неизвестно | Неизвестно     | 18 ноября 2022  | 5.47                |
| 7       | 7          | «Рад был помочь» «Happy to Help»                              | Неизвестно | Неизвестно     | 2 декабря 2022  | 5.46                |
| 8       | 8          | «Плохой парень» «Bad Guy»                                     | Неизвестно | Неизвестно     | 9 декабря 2022  | 5.59                |

### Сезон 2 (2024)
| № общий | № в сезоне | Название               | Режиссёр   | Автор сценария | Дата премьеры   | Произв. код | Зрители в США (млн) |
| ------- | ---------- | ---------------------- | ---------- | -------------- | --------------- | ----------- | ------------------- |
| 23      | 1          | «Something's Coming»   | Неизвестно | Неизвестно     | 16 февраля 2024 | TBA         | 5.71                |
| 24      | 2          | «Like Breathing Again» | Неизвестно | Неизвестно     | 23 февраля 2024 | TBA         | 5.23                |

### Сезон 3 (2024 - 2025)
| № общий | № в сезоне | Название              | Режиссёр   | Автор сценария | Дата премьеры   | Произв. код | Зрители в США (млн) |
| ------- | ---------- | --------------------- | ---------- | -------------- | --------------- | ----------- | ------------------- |
| 33      | 1          | «What the Bride Said» | Неизвестно | Неизвестно     | 18 октября 2024 | TBA         | TBA                 |

## Производство

### Разработка
6 января 2023 года телеканал CBS продлил телесериал на второй сезон. Премьера второго сезона телесериала состоится 16 февраля 2024 года.
12 марта 2024 года телеканал CBS продлил телесериал на третий сезон. Премьера третьего сезона состоится 18 октября 2024 года.
20 февраля 2025 года телеканал CBS продлил телесериал на четвертый сезон.